# Kaptajn Bimse og Goggeletten
Kaptajn Bimse og Goggeletten er en dansk børnefilm fra 2018 instrueret af Kirsten Skytte og Thomas Borch Nielsen.

## Handling
Anna på 7 år har glemt sin dukke Sophie i sommerhuset. Hendes forældre vil ikke hente dukken straks, så Anna tager sagen i egen hånd og flyver med sin bamse, Kaptajn Bimse og andenpiloten Goggeletten ud på en eventyrlig rejse ind i finurlighedernes verden for at redde Sophie. På vejen møder de magiske væsener og Bimse må overkomme sin frygt for Hulgemoren. Til sidst bliver Anna og Sophie genforenet og Kaptajn Bimse og Goggeletten får alle tilbage i god behold.

## Medvirkende
- Sidse Babett Knudsen – Sophie (stemme)
- Jon Lange – Far
- Jesper Asholt – Kaptajn Bimse
- Maj-Britt Mathiesen – Mor
- Bo Carlsson – Bøvernikken (stemme)
- Peter Frödin – Goggeletten
- Thomas Borch Nielsen – Johnsen (stemme)
- Sigrid Kandal Husjord – Fedtegreven (stemme)
- Kirsten Skytte – Hulkemoren (stemme)
- Nanna Marqvorsen – Anna (stemme)